# Andrea Alberti (musicista)
Andrea Alberti (Trapani, 19 luglio 1949) è un pianista, compositore, tastierista Jazz fusion italiano.

## Biografia
Inizia lo studio del pianoforte da autodidatta nel 1974. Si trasferisce a Roma nel 1978 dove segue per diversi anni i corsi di jazz presso la Scuola Popolare di Musica di Testaccio e diversi seminari con i musicisti: Dave Burrel, Steve Lacy, Curtis Fuller, David Tudor, Alain Mechoulam.
Inizia la sua carriera concertistica nel 1981 con il quintetto Algèmona con il quale viene invitato l'anno dopo a Perugia per l'Umbria Jazz Festival. Nel 1982 inizia anche a proporsi come tastierista suonando oltre al piano anche il synth, strumento molto efficace ed interessante per la ricerca di nuove sonorità, colori e stimoli per le sue composizioni che già in quel periodo avevano una chiara vocazione melodica mediterranea.
Nel 1985 inizia la sua collaborazione didattica con la Scuola Popolare di Musica di Testaccio dove insegna tuttora pianoforte jazz e armonia. Numerosi i seminari sulla musica jazz che ha tenuto sia in Italia che all'estero Palermo, Perugia, Roma, Vasto, Venezia, Spoleto, Medellín  (Colombia).
Nel 1986 cofonda un gruppo di jazz-fusion, il Rodolfo Maltese Group con Toni Armetta al basso, Rodolfo Maltese alla chitarra, Francesco Marini al sax, Walter Martino alla batteria e Massimo Carrano alle percussioni. Incide un album pubblicato da una etichetta indipendente la AMS nel 2009.
Ha all'attivo numerose incisioni discografiche e si è esibito con varie formazioni in diversi jazz Festival in Italia e all'estero (Francia, Stati Uniti, Colombia, Turchia, Corea del Sud). È stato invitato più volte da Radio Tre - Radio Tre Suite ('95/'96), Invenzioni a due voci (2001). Radiouno - Notturno Italiano (2003), Radio Città Futura ('99/2003), Radio Wave (2003), Radio Onde Furlane (2003), Radio Popolare (2003), Radio Fandango (2009), Radiouno-GianVarietà (2012), Radio Vaticana - Diapason (2013), Radio Tre - Radio Tre Suite " La stanza della musica " (2014),
Radio Vaticana - Jazz feeling (2014).
Dal 1992 dirige l'Orchestra Mediterranea di Andrea Alberti, da lui stesso fondata, con la quale propone esclusivamente composizioni originali che coniugano il linguaggio jazzistico, con la semplicità delle melodie del mediterraneo e la sapienza dell'armonia occidentale. Il suo pianismo fresco ed aggraziato, elegante e popolare nel contempo, è da sempre teso a quella corrente musicale che riveste l'improvvisazione di colori, suggestioni e significati mediterranei.
Dal 2006 DUO jazz-fusion con Rodolfo Maltese chitarra,tromba
Nel 2007 fonda con Bob Salmieri (Milagro acustico), Tonj Acquaviva (Agricantus), Maurizio Catania (Unaddarè) il collettivo artistico Mediterranea Sicilia Project, con lo scopo di diffondere la cultura del Mediterraneo in tutte le sue forme: nuove realtà artistiche, saggi, documentari, concerti, ricerca delle tradizioni popolari della Sicilia e del mediterraneo in genere.
Nel 2009 il regista egiziano Mohamed Kenawi, ha dato ampio spazio alla ricerca musicale di Alberti. nel film Quando la musica suona, prodotto dalla Domino film e Al Jazeera Documentary Channel.
Nel 2009 è stato invitato con la sua Orchestra Mediterranea al MEDJAZZ che si è svolto nelle più prestigiose università turche e in Italia: Yildiz Technical University (Istanbul), Middle East University (Ankara), Mersin University (Mersin),
Pamukkale University (Denizli), Teatro Palladium (Roma).
Il progetto è stato patrocinato e condotto dall'Unione europea, dall'Istituto Italiano di Cultura di Ankara, dal METU (Università Tecnica del Medio Oriente) e da Mediterranea Sicilia Project.
Nel 2010 ha tenuto il concerto finale ad Ankara per il Final Evaluation Meeting organizzato dall'Istituto Italiano di Cultura.
Nel 2011 è stato invitato con il suo Quartetto Mediterraneo al XIV Jazz Festival International di Ankara,(Turchia)
Nel 2012 a Milano nel corso della XVI Conferenza Internazionale della "Generative Art" è stata presentata la composizione " Porta Ossuna" che è stata composta da Alberti per un'opera di "Musical Painting" dell'artista/pittore Roberto Bono. Il progetto è di: Yiannis Papadopoulos, David Parker, Martin Walker , Emma-Jane Alexander , Departement of computer Science, University of Hull, United Kingdom, Aziz Asghar, Hull Work medical School.
Nel 2018 è stato invitato dall' Università Roma 3 ad esibirsi per la Rassegna di Concerti e Cultura musicale " MUSICAInFormazione ", curata dal direttore artistico Raffaele Pozzi. Il concerto "Jazz e transiti mediterranei nel pianoforte di Alberti " ha aperto il XXV Congresso 2018 dell'International Association People-Environment Studies (IAPS) .

## Collaborazioni
Per quanto concerne l'attività concertistica e discografica ha collaborato con diversi musicisti e gruppi musicali: Algèmona group, Ian Carr ( Nucleus ), Robin Kenyatta, Rodolfo Maltese (Banco) group, Antonello Salis, Almanova, Agricantus, Volkan Gucer,  Toni Germani quartetto, Famoudou Don Moye ( Art Ensemble of Chicago ), Joy Garrison, Bob Salmieri,  Milagro acustico, Maria Pia De Vito, Glen Velez, Mediterranea trio,Tullio Visioli, Layne Redmond, Ozge Metin, Ali Omer Oral,    Luigi Cinque, Beppe Capozza,  Gregg Koyle, Bruno Tommaso.

## Discografia
- 1981 - "Algemona quintetto"  -  (Mia records)
- 1982 - "Algemona quartet"  -  special guest: Ian Carr ( Nucleus )   -  (Mia records)
- 1985 - "Kaivalya"- Algemona group - special guest:Robin Kenyatta  – (Mia records)
- 1989 - "Mediterranea" – Alesini, Taddei - ospite:   Andrea Alberti  – (Nueva records)
- 1993 -  "Gilèt" - Alberti, Alesini,  Taddei -  special guest:Glen Velez, Layne Redmond – (Nimes records)
- 1994 - "Sicilian jazz collection"  – (Splasch records)
- 1995 - "Blue e rosso" - Toni Germani quartetto – (Dischi della quercia)
- 1995 - "Almanova"  – (Tirreno records)
- 1995 - "Primi piani" – Live Progetto di Luigi Cinque direzione Bruno Tommaso - (MRF records)
- 1996 - "Simple wishes" - Toni Germani quartetto – (Splasch records)
- 1998 - "Songlines" - Toni Germani quartetto – (Dischi della quercia)
- 1999 - "Kalahari" –Orchestra Mediterranea di Andrea Alberti – (Panastudio records)
- 2002 - "Beatin' beats" – Toni Germani quartetto – (Black Saint)
- 2002 - "I storie o cafè di lu forestiero" – Milagro acustico –ospiti :Andrea Alberti, Nour Eddine, Pape Kanoute, Jamal Ouassini, Papavery Samb- (Tinder records)
- 2003 - "Nubia" – Orchestra Mediterranea di Andrea Alberti – ospiti: Antonello Salis, Maria Pia De Vito, Famoudou Don Moye, Tullio Visioli- (il manifesto CD)
- 2004 - "Ruba'iyyat of omar khayyam" – Milagro acustico – (World class- New York )
- 2006 -  "I storie o cafè di lu forestiero novo" – Milagro acustico – (Compagnie nuove indye)
- 2007 - "Luna khina" –Agricantus - ospiti : Andrea Alberti, Sanjai Kansa Banik- (Rai Trade)
- 2009 - "Il gabbiano jonathan"- Rodolfo Maltese group - ospiti : Vittorio Nocenzi, Riccardo Cocciante, Alfredo Golino, Beppe Cantarelli.(AMS Records)
- 2010 -  "Termae Atmospherae" – triple album Milagro acustico – (Compagnie nuove indye)
- 2010 -  "Sangu ru Poeta- Sairin Kani" Nazım Hikmet-Ignazio Buttitta Poems Milagro acustico (CNI records)
- 2012 -  "Dragut" -Andrea Alberti pianosolo - (Terre Sommerse ) casa discografica

## Teatro / Documentari / Cortometraggi
Come compositore ha scritto per spettacoli teatrali, documentari e cortometraggi .
- 1983 -   "Tropici" - regia di Lisi Natoli
- 1986 -   "A Sergej Esenin"  -  regia di Lisi Natoli
- 1988 -   "Ritratti Proibiti"    - di Lisi Natoli e Riccardo Reim
- 1989 -   "Frammenti di poesia in movimento dedicati alla salina" - Felix culpa teatro/arte/musica
- 1990 -   "Amleto"    di Jules Laforgue - regia di Fulvio D'Angelo
- 1991 -   "Oraziana" -   regia di Lisi Natoli - con Giorgio Albertazzi
- 1994 -   "Io,marco valerio catullo" - a cura e traduzione di Lisi Natoli- con Giorgio Albertazzi
- 1996 -   "Testamento di sangue" - regia di  Memè Perlini
- 1996  -   "Conterrò" ( con te roma ) - video di Guido Cosentini - ( Mediateca Roma ) "Roma:Immagini e immaginario"
- 1996 -   "Museo interiore" - regia di  Simone Carella
- 2001 -   "Il sale e il sangue"- performance multimediale di Ninni Ravazza e Fabio Marino- con Gianni Gebbia (sax)
- 2001 -   "lezioni di cattiveria" - di e con Lucia Poli - con Andrea Farri
- 2003 -   "La tonnara nascosta"  - documentario di Ninni Ravazza e Giuseppe Maurici
- 2003 -   "Nel mare del non dormito sonno"- regia di Betty lo Sciuto - con Roberto Laneri ( sax)
- 2003 -   "Documentario" Orchestra Mediterranea di Andrea Alberti- regia di Stefano Di Leo
- 2004 -   "L'età del ferro" - documentario di Stefano Di Leo
- 2006 -   "The Myth" - cortometraggio di  Rosa Pianeta - con Abel Ferrara
- 2008 -   "Il laboratorio merceologico d'avanguardia" -   documentario di Jo Amodio
- 2009 -   "Quando la Musica Suona" - Musica orientale con Mani occidentali - film di Mohamed Kenawi prodotto da: Domino film e Al Jazeera Documentary Channel
- 2009 -   "Elymah Drama Cantvs" - documentario di Mario Giacalone
- 2012 -   "West" musical Painting by Roberto Bono, "Porta Ossuna" music by Andrea Alberti project by Yiannis Papadopoulos XVI Generative Art Festival (Milano)
- 2019 -   "Parlare d'Arte al Pigneto" - documentario di Jo Amodio